# 주르제역
주르제역(독일어: Bahnhof Sursee)은 스위스 루체른주에 있는 주르제 지자체에 있는 기차역이다. 스위스 연방 철도의 표준궤 올텐-루체른선의 중간 정류장이다. 화물 전용 주르제–트리엔겐선은 역 바로 북쪽에 있는 올텐–루체른선에서 분기된다.

## 운행편
다음 서비스는 주르제에서 정차한다.
- 인터레기오:
  - 제네바 공항과 루체른 사이에 매시간 운행
  - 바젤 SBB와 루체른 사이에 매시간 운행
- 레기오익스프레스: 올텐과 루체른 사이에 매시간 운행
- 루체른 S-반 S1: 바르역에 30분 간격으로 운행
- 아르가우 S-반 S29: 투르기역까지 매시간 운행